# 박주연 (1962년)
박주연(1962년 2월 11일 ~ )은 대한민국의 가수 겸 작사가이다. 왕성한 창작활동으로 1980년대 말부터 수많은 히트곡의 가사를 써낸 유명 작사가로서 당대 지예, 함경문과 함께 최고의 여성 작사가 트로이카 중 한명이다.현재는 홍콩에서 거주하고 있다.

## 출신학교
- 상명여자대학교 도서관학과 졸업

## 음악 활동

### 가수 활동
박주연은 최성원이 기획한 동아사단의 컴필레이션 앨범 《우리 노래 전시회》 1집에서 <그댄 왠지 달라요>를 부르며 데뷔했다. 《우리 노래 전시회》 1집에 이어 1987년 나온 2집에서 하광훈이 만든 <먼 곳에 있는 너에게>를 부르고 같은 해 말에는 자신의 첫 번째 솔로 앨범을 발매한다. 솔로 데뷔 음반에는 <1월 14일>, 《우리 노래 전시회》 1집에서 불렀던 <그댄 왠지 달라요> 등이 수록되었는데 상업적으로 크게 실패했다. 대부분 하광훈의 곡으로 채운 첫 앨범에서 박주연은 시종일관 애처러움이 가득한 목소리로 흐느껴 인상적인 보컬을 보여주지 못하고 그런 가운데 하광훈의 훅도 박주연의 보컬에 파묻혀 제대로 기능을 발휘되지 못했다는 혹평을 받았다.
1991년 발매된 두 번째 앨범 《아직도 너는...?》에서 박주연은 당대 아이돌 스타였던 윤상과 듀엣으로 부른 <사랑을 할 때까지>로 주목을 받지만 인기는 그리 오래가지 못했으며 음반 판매량도 저조했다. 하지만 박주연은 가수로서의 꿈을 포기하지 않고 하광훈의 작곡집인《Nude City》에서 <나의 다른 시작>을, 1993년 발매된 《하나 옴니버스》3집에서 <너의 차안에서>를 불렀다.
1994년에 나온 3집 《Music Is You》는 최성원이 프로듀서를 맡은 앨범으로, <내가 설마 결혼을>, <마지막 경고>가 인기를 끌었다. 위 두 곡은 신세대 여성들의 사고방식이 드러나는 페미니즘 가요라는 호평을 받았다. 3집은 상업적으로도 좋은 성적을 올렸으며 그녀가 내놓은 앨범 중 가장 성공한 음반이 되었다.

### 작사가 활동
박주연은 가수로서의 활동보다 작사가로서 더 성공한 케이스다. 박주연은 가수 활동 중 알고지내던 한 선배의 권유로 작사를 시작했는데 초창기 썼던 가사들이 1989년 발매된 《변진섭 2집》에 실렸다. 이 앨범에서 그녀가 작사한 곡은 <너에게로 또 다시>, <숙녀에게>, <우리의 사랑이 필요한거죠> 총 3곡으로 이 3곡이 모두 큰 인기를 끌게 되면서 그녀는 가수 뿐만이 아니라 작사가로서의 활동도 병행하게 된다.

## 작사 목록 (가나다순 정리)
- 강수지 : 흔들리지 마, 슬픔은 너
- 김규민 : 옛 이야기
- 김민우 : 입영열차 안에서, 사랑일뿐야
- 김장훈 : 나와 같다면
- 김정민 : 슬픈 언약식, 비
- 김혜림 : 날 위한 이별, 잊은 그 후에
- 더더 : 아가페
- 박상태 : 나와 같다면
- 박정현 : 그렇게 하면 돼
- 베이시스 : 작별의식
- 변진섭 : 숙녀에게, 너에게로 또 다시, 우리의 사랑이 필요한거죠, 너와 함께 있는이유, 니가 오는 날
- 성시경 : 외워두세요
- 엄정화 : 널 모를께
- 원미연 : 다시 찾은 나
- 유승준 : 니가 뭘 알아
- 윤상 : 이별의 그늘, 가려진 시간 사이로
- 윤종신 : 오래전 그날, 너의 결혼식, 이층집 소녀, 굿바이, 이 세상에 가장 외로운 너, 같이 가줄래
- 이덕진 : 내가 아는 한 가지
- 이승철 : 노을 그리고 나
- 이주원 : 아껴둔 사랑을 위해
- 임상아 : 하루
- 임창정 : 그때 또 다시
- 장동건 : 너에게로 가는 길
- 조규만 : 이해할게
- 조용필 : 이젠 그랬으면 좋겠네
- 조장혁 : Change, 비오는 날에 소풍
- DJ DOC : 그녀의 속눈썹은 길다
- 하림 : 사랑이 다른 사랑으로 잊혀지네

## 트리비아
- 결혼 후 슬하에 2녀를 두었다. 육아로 인해서 한동안 작사활동을 쉬었으나 성시경의 <외워두세요> 이후 활동을 재개했다.
- 그녀는 가수와 작사가 뿐만이 아니라 작곡도 한 적이 있다. 3집에 실린 <음악은 너>라는 곡이 바로 그녀가 작곡한 노래이다. 이 노래는 반 년 뒤 강수지 6집 《널 보내지 않아》에 <슬픔은 너>라는 노래로 개사되어 재수록된다.
- 윤종신은 2010년 12월 6일 방송된 MBC 《놀러와》에서 그의 대표곡 <너의 결혼식>에 얽힌 뒷이야기를 고백했다. 윤종신은 원래 작곡가 박광현에게 곡을 부탁하려고 했지만 전화번호가 중간에서 잘못 전달되는 바람에 박주연과 연결되었는데 잘못 걸었다고 차마 밝힐 수가 없어서 작사를 부탁했다고 말했다.